# Grande Prémio Crédito Agrícola da Costa Azul
O Grande Prémio Crédito Agrícola da Costa Azul foi uma competição ciclista por etapas que se disputava em Portugal; nos seus primeiros anos a princípios do mês de setembro e a partir de 2011 apanhando as datas do desaparecido Grande Prémio de Portugal, no final do mês de março. 
Começou a disputar-se em 2008 ainda que até 2011 não foi profissional fazendo parte do UCI Europe Tour, dentro da categoria 2.2 (última categoria do profissionalismo). Em 2012 integrou-se na Volta ao Alentejo com o nome oficial de Volta ao Alentejo/Crédito Agrícola Costa Azul.
A sua primeira edição teve 4 etapas enquanto as seguintes têm tido 3 etapas.
Esteve organizada por Lagos Sports.

## Palmarés
Em amarelo: edição amadora.
| Ano  | Ganhador        | Segundo         | Terceiro       |
| ---- | --------------- | --------------- | -------------- |
| 2008 | Javier Benítez  | Héctor Guerra   | Santi Pérez    |
| 2009 | Rui Costa       | Hugo Sabido     | Tiago Machado  |
| 2010 | Samuel Caldeira | Sergio Ribeira  | Bruno Saraiva  |
| 2011 | Filipe Cardoso  | Samuel Caldeira | Jon Aberasturi |

## Palmarés por países
| País     | Vitórias |
| -------- | -------- |
| Portugal | 3        |
|          | 1        |